# Wilhelm Perpeet
Edmund Ernst Wilhelm Perpeet (* 18. Februar 1915 in Mülheim an der Ruhr; † 24. August 2002) war ein deutscher Kulturphilosoph. Er war Professor für Philosophie an der Universität Bonn und dort Direktor des Philosophischen Seminars A.

## Leben
Wilhelm Perpeet wuchs als Sohn des Fabrikarbeiters Ernst Perpeet und seiner Ehefrau Margarete zusammen mit seinem sechs Jahre jüngeren Bruder Alfred in Mülheim an der Ruhr auf. 1934 bestand er am dortigen Staatlichen Gymnasium sein Abitur. Nach einer zweijährigen Tätigkeit beim Reichsarbeitsdienst ging er 1936 zum Studium der Philosophie nach Bonn. 1940 wurde er bei dem Kunsthistoriker und Philosophen Heinrich Lützeler an der Universität Bonn promoviert. Danach war er von 1940 bis 1945 Offizier (Batteriechef und Offizier im Divisionsstab in Frankreich, Russland, Jugoslawien, Italien und Ungarn) im Zweiten Weltkrieg. 1954 habilitierte er sich bei Erich Rothacker in Bonn.
Perpeet war vom Neukantianismus (Wilhelm Windelband, Heinrich Rickert) beeinflusst und ein Schüler von Erich Rothacker sowie von Oskar Becker. Als Kulturphilosoph befasste er sich unter anderem mit einer Definition des Begriffs Kultur und mit ästhetischen Fragen in Zusammenhang mit Kunstgeschichte. In seinem Buch Das Kunstschöne. Sein Ursprung in der italienischen Renaissance (1987) deutete er Leon Battista Alberti und Leonardo da Vinci als Antiplatoniker. Diese Deutung passe „zwar vorzüglich zu einer in manchen Bereichen der kunsthistorischen Forschung zur Mode gewordenen Anti-Platonismus-Welle“, werde aber den Texten Albertis und Leonardos nicht gerecht, kritisierte Alfons Reckermann.
Von Perpeet stammt eine Monographie über seinen Lehrer Rothacker.

## Schriften
- Ästhetik im Mittelalter, Freiburg: Alber 1977, Hamburg:adlibri Verlag 2008
- Kulturphilosophie, Bonn: Bouvier 1997
- Kulturphilosophie, in: Archiv für Begriffsgeschichte, Band 20, 1976, S. 44
- Vom Schönen und von der Kunst: ausgewählte Studien, Bouvier 1997
- Antike Ästhetik, Karl Alber Verlag, Freiburg, 1961, 2. Auflage 1988
- Das Kunstschöne : sein Ursprung in der italienischen Renaissance, Orbis academicus, Karl Alber Verlag 1987
- Von der Eigenart der griechischen Philosophie, Bouvier 1998
- Das Sein der Kunst und die kunstphilosophische Methode, Alber Verlag 1970 (Habilitation)
- Heideggers Kunstlehre. Herausgegeben von Frank-Lothar Kroll, Einleitung Otto Pöggeler (mit Briefwechsel Heidegger-Perpleet und Aufsatz von Kroll: Kulturwissenschaft als Kulturdeutung.)
- Erich Rothacker: Philosophie des Geistes aus dem Geist der deutschen historischen Schule, Bonn: Bouvier 1968
- Ernst Cassirers Kulturphilosophie, in: Zeitschrift für philosophische Forschung, Band 36, 1982, S. 252–262
- Historisches und Systematisches zur Einfühlungsästhetik. Zeitschrift für Aesthetik und Allgemeine Kunstwissenschaft, Band 11, 1966,  S. 193–216